# メンタルヌード
『メンタルヌード』は、一部日本テレビ系列局で放送された読売テレビ製作のバラエティ番組。製作局の読売テレビでは2004年10月7日から2005年3月31日まで、同局の深夜番組放送枠『木丼』第1部の番組として放送された。

## 概要
ロンドンブーツ1号2号と小沢真珠が司会を務めていた深夜番組で、彼らが毎回2人のゲストとともにあるシチュエーションに沿った心理テストを受け、その結果を基にトークを繰り広げていた。女優である小沢にとっては、この番組がバラエティの司会初挑戦となった。
2005年4月からはレギュラーメンバーに久本雅美を加え、番組自体も『マルバレ!』と題して放送されるようになった。また、同番組へのリニューアルを機に、日本テレビほか一部のネット局では放送日時も変更された。

## 出演者
- ロンドンブーツ1号2号（田村淳・田村亮）
- 小沢真珠
- 植村なおみ（読売テレビアナウンサー）

## スタッフ
- ナレーション：植村なおみ（読売テレビアナウンサー）
- 構成：山名宏和、内村宏幸
- ブレーン：ふくだりん
- TP：長瀧淳子
- SW：島本健司
- カメラ：遠山康之
- 美術：松沢由之
- セットデザイン：坪田幸之
- 美術進行：今井隆之
- ディレクター：近藤創、中村崇（BINGO）、吉田祥子（BACK-UP）
- チーフディレクター：岡田秀行（b-DASH）
- 制作プロデューサー：西田治朋（CROSS BREAD）
- プロデューサー：西田二郎（読売テレビ）、伊藤潔（吉本興業）
- チーフプロデューサー：武野一起（読売テレビ）
- 技術協力：ニユーテレス、FLT、アンサーズ、サウンドエフェクト、フジアール
- 収録スタジオ：テイクスタジオ、有明スタジオ
- スタッフ協力：クロスブリード、ビーダッシュ、ビンゴ、バックアップメディア
- 制作協力：吉本興業
- 制作著作：読売テレビ

## 放送局
| 放送対象地域   | 放送局           | 系列           | 放送日時                             | 備考   |
| -------------- | ---------------- | -------------- | ------------------------------------ | ------ |
| 近畿広域圏     | 読売テレビ       | 日本テレビ系列 | 木曜 24:20 - 24:50 （『木丼』第1部） | 製作局 |
| 宮城県         | ミヤギテレビ     | 日本テレビ系列 | 月曜 24:50 - 25:20                   |        |
| 関東広域圏     | 日本テレビ       | 日本テレビ系列 | 金曜 26:23 - 26:53                   |        |
| 長野県         | テレビ信州       | 日本テレビ系列 | 月曜 24:50 - 25:20                   |        |
| 静岡県         | 静岡第一テレビ   | 日本テレビ系列 | 月曜 24:50 - 25:20                   |        |
| 中京広域圏     | 中京テレビ       | 日本テレビ系列 | 火曜 25:29 - 25:59                   |        |
| 広島県         | 広島テレビ       | 日本テレビ系列 | 火曜 25:20 - 25:50                   |        |
| 香川県・岡山県 | 西日本放送       | 日本テレビ系列 | 木曜 24:50 - 25:20                   |        |
| 鹿児島県       | 鹿児島読売テレビ | 日本テレビ系列 | 火曜 24:50 - 25:20                   |        |